# 中島浩一
中島 浩一（なかじま こういち、1957年9月22日 - ）は、京都府出身の元プロ野球選手（投手）。

## 来歴

### プロ入り前
1975年、正強高等学校（現・奈良大学附属高等学校）の3年夏に選手権紀和大会2回戦で奈良工業高等学校に敗れ、3年間で甲子園出場なし。

### 近鉄時代（1回目）
1年目の1976年は一軍登板なし。
2年目の1977年は一軍・二軍ともに登板なしに終わった。

### ライオンズ時代
3年目の1978年6月30日に、高木孝治との2対1の交換トレードで野崎恒男とともにクラウンライターライオンズへ移籍。同年は二軍で8試合に登板し、0勝0敗、防御率2.81を記録した。
4年目の1979年は二軍で9試合に登板し、1勝3敗、防御率7.50。結果を残すことができなかった。
同年限りで西武を退団し、再び近鉄へ復帰。

### 近鉄時代（2回目）
1980年、古巣で迎えた5年目は一軍・二軍ともに登板なし。
同年限りで近鉄を退団した。

## 詳細情報

### 年度別打撃成績
- 一軍公式戦出場なし

### 背番号
- 78 （1976年 - 1978年途）
- 53 （1978年 - 1979年）
- 73 （1980年）

## 人物
クセ球を投げた投手で、ストレートに伸びがあった。選手名鑑によると、真面目な選手であったという。